# 洛杉磯天使 (太平洋海岸聯盟)
洛杉磯天使（Los Angeles Angels）是一支美國職棒小聯盟的球隊，主場位於美國加利福尼亞州的洛杉磯，隸屬於太平洋海岸聯盟（Pacific Coast League）。洛杉磯天使隊存在的時間是西元1903年至1957年，1958年後已經被搬遷到其他城市而結束他們在洛杉磯的54年歷史。

## 球隊歷史
遠在十九世紀末的加州聯盟（California League）就已經有名為洛杉磯天使的球隊參賽的歷史，到了西元1903年，洛杉磯天使和其他幾個球隊共同成立了以美國西岸城市為主的太平洋海岸聯盟。1903年時的太平洋海岸聯盟除了天使隊外，另外還有波特蘭海狸（Portland Beavers）、奧克蘭橡樹（Oakland Oaks）、沙加緬度Solons、舊金山海豹、以及西雅圖印地安人等隊。1903年至1925年間，洛杉磯天使隊的主場是座落在洛杉磯市中心，希爾街（Hill Street）以及第八街（8th street）的華盛頓公園球場，一共可容納15000名觀眾。這段期間內天使隊一共拿下七次的聯盟冠軍，而在1918年球季，雖然只在季賽排名第二，但是在聯盟冠軍戰中打敗了同在大洛杉磯地區的宿敵維儂老虎隊（Vernon Tigers）而封王。

## 延伸閱讀
美國職棒小聯盟